# Peter Gröning (kolarz)
Peter Gröning (ur. 29 kwietnia 1939 w Berlinie) – niemiecki kolarz torowy reprezentujący NRD, srebrny medalista olimpijski.

## Kariera
Największy sukces w karierze Peter Gröning osiągnął w 1960 roku, kiedy wspólnie z Berndem Barlebenem, Siegfriedem Köhlerem i Manfredem Klieme zdobył srebrny medal w drużynowym wyścigu na dochodzenie podczas igrzysk olimpijskich w Rzymie. Był to jedyny medal wywalczony przez Gröninga na międzynarodowej imprezie tej rangi oraz jego jedyny start olimpijski. Ponadto kilkakrotnie zdobywał medale torowych mistrzostw kraju, w tym złoty w drużynowym wyścigu na dochodzenie w 1959 roku. Nigdy nie zdobył medalu na torowych mistrzostwach świata.